# Anna Cruz
Anna Cruz (Barcelona, 27 de outubro de 1986) é uma basquetebolista profissional espanhola, medalhista olímpica.

## Carreira
Anna Cruz integrou a Seleção Espanhola de Basquetebol Feminino, na Rio 2016, conquistando a medalha de prata.